# Stazione di Ōtsuka

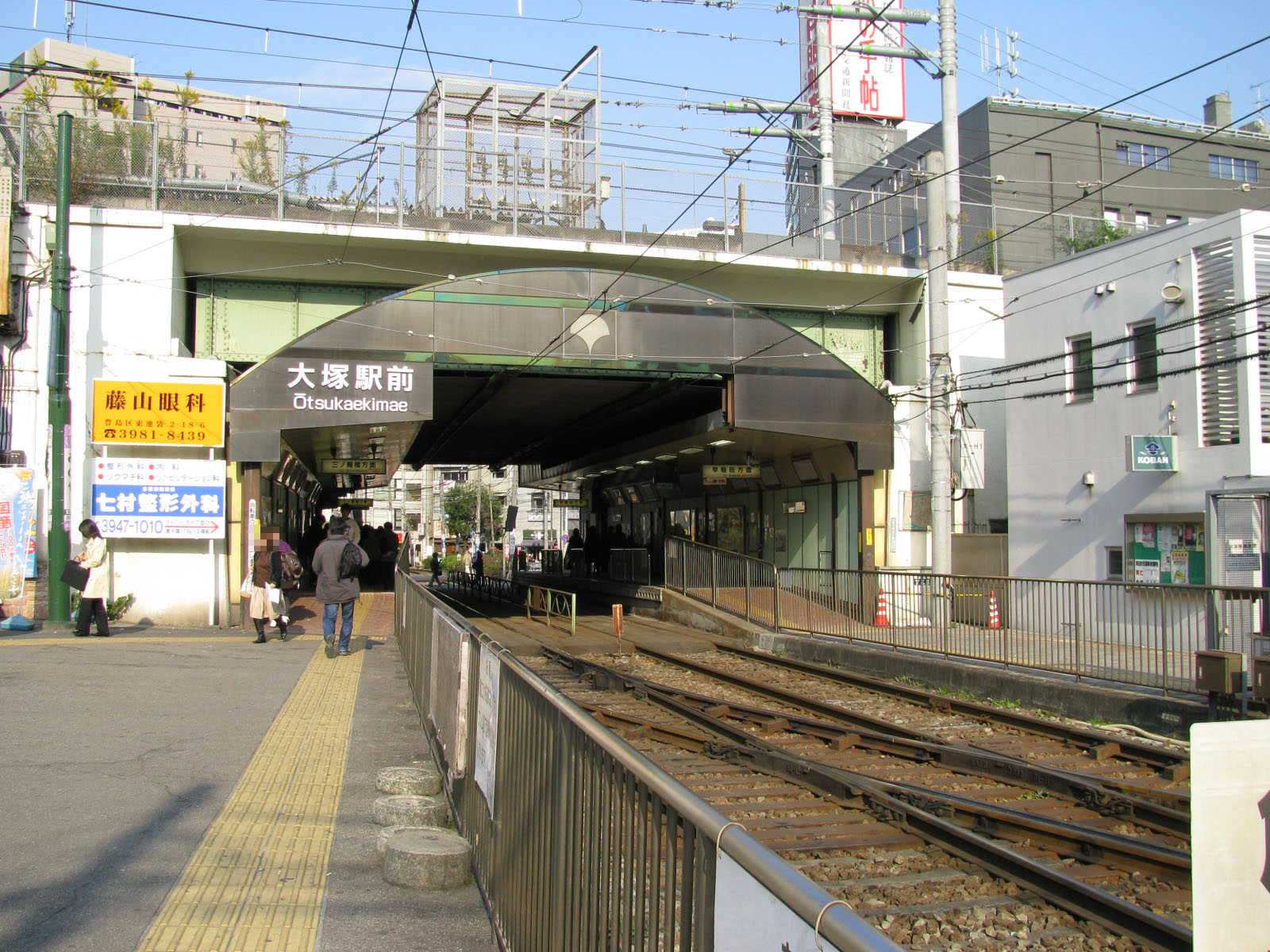
Vista della fermata del tram, sotto la linea Yamanote

La stazione di Ōtsuka (大塚駅?, Ōtsuka-eki) è una stazione ferroviaria della Linea Yamanote ed è localizzata a Toshima un quartiere di Tokyo, Giappone. Presso questa stazione fermano anche i tram della linea Toden Arakawa nella fermata Ōtsuka Ekimae (大塚駅前停留場?, Ōtsuka ekimae teiryūjō), localizzata proprio sotto i binari della linea Yamanote, accanto all'uscita sud della stazione.

## Storia
La stazione venne aperta il 1º aprile 1903, e la precedente stazione di legno fu demolita nel 2009.
Nel corso del 2013 saranno installate porte di banchina a metà altezza per proteggere l'accesso ai binari.

## Linee

### Treni
JR East
■ Linea Yamanote

### Tram
Toei
Linea Toden Arakawa

## Struttura
La stazione JR East è servita dalla linea Yamanote con due binari e una banchina centrale a isola.
| 1 | ■ Linea Yamanote | per Ikebukuro, Shinjuku e Shibuya |
| 2 | ■ Linea Yamanote | per Ueno, Tokyo e Shimbashi       |

## Stazioni adiacenti
| «                   | Servizio       | »              |
| Linea Yamanote      | Linea Yamanote | Linea Yamanote |
| ------------------- | -------------- | -------------- |
| Ikebukuro           | -              | Sugamo         |
| Linea Toden Arakawa |                |                |
| Mukōhara            | -              | Sugamo-Shinden |